# Josef Danhauser

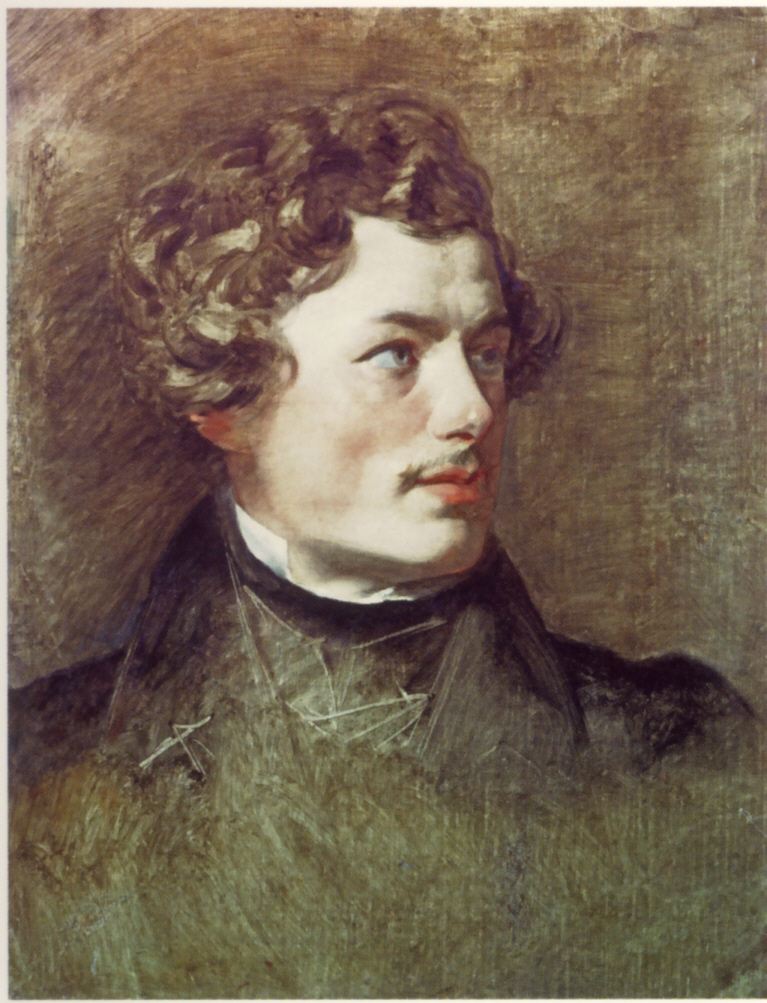
Josef Danhauser.

Josef Danhauser (Viena, 19 de agosto de 1805 - ibídem, 4 de mayo de 1845) fue un pintor austriaco, uno de los representantes del periodo Biedermeier junto con Ferdinand Georg Waldmüller, Peter Fendi, entre otros. Sus obras, no muy apreciadas por sus contemporáneos, versaban sobre temas muy moralizantes y marcaban una clara influencia de William Hogarth.

## Biografía
Joseph Danhauser era el hijo mayor de Joseph Ulrich Danhauser, escultor y fabricante de muebles, y de su esposa, Johanna (de soltera Lambert). 
Su padre le impartió sus primeras clases de dibujo hasta que ingresó en la Academia de Bellas Artes de Viena. Estudió con Johann Peter Krafft y realizó su primera exposición en 1826. 
Invitado por Johann Ladislaus Pyrker, patriarca de Venecia, visita la ciudad de los Dogos, donde pudo estudiar a los maestros italianos. Regresó a Viena vía Trieste en 1827, pasando por Praga. Ese mismo año pintó la máscara mortuoria de Ludwig van Beethoven, más o menos 12 horas tras la muerte de compositor. y una acuarela que enseñaba su lecho de muerte. En 1828, pasó una temporada en Eger, por invitación de Pyrker, el arzobispo de esta localidad húngara, quien le solicitó unos retratos para la galería del arzobispado.
A la muerte de su padre en 1829, dirigió con sus hermanos su fábrica de muebles, en pleno periodo Biedermeier, siendo precursores del diseño contemporáneo. Esto le llevó a apartarse de su carrera pictórica. 
En 1833, respondió a una segunda invitación del arzobispo de Eger y realizó El martirio de San Juan para la nueva basílica de la ciudad. Recibió el premio de la Academia Vienesa en 1836 por su cuadro Die Verstoßung der Hagar y se orientó a la pintura de género. En 1838, lo nombraron corrector de pintura histórica de esta Academia, ese año además se casó con Josephine Streit, hija de un médico y con quien tuvo tres hijos, Josef, Marie y Julie, nacidos en 1839, 1841 y 1843 respectivamente.
Josef Danhauser fue nombrado profesor de pintura histórica de la Academia en 1841, puesto que abandona un año más tarde para emprender un viaje por Alemania y los Países Bajos con el fabricante textil, aficionado al arte y mecenas Rudolf von Arthaber. En este viaje, se interesa por la escuela neerlandesa y opta por pinturas con un formato más pequeño. 
Murió de tifus en 1845. En 1862, le pusieron su nombre a una calle de la capital austriaca.  

## Obras (en metros)
- Rudolf von Habsburg und der Einsiedler in der Kapelle von Lilienfeld (1825), óleo sobre lienzo, 0,727 x 0,588, Budapest, Szépművészeti Múzeum
- Wallenstein ersticht sich im Zelte Ottokars - Szene aus Pyrkers Rudolphias (1825), óleo sobre lienzo, 0,59 x 0,738, Budapest, Szépművészeti Múzeum
- Ottokar erklärt Rudolf auf dem Turnierplatz mitten im Sturm den Krieg (1825), óleo sobre lienzo, 0,603 x 0,741, Wien Museum
- Das Scholarenzimmer eines Malers (1828), óleo sobre lienzo, 0,40 x 0,52, Viena, Österreichische Galerie Belvedere
- Komische Szene in einem Maleratelier (1829), óleo sobre lienzo, 0,365 x 0,495, Viena, Österreichische Galerie Belvedere
- Bildnis eines Knaben (1829), óleo sobre lienzo, 0,42 x 0,345, Wien Museum
- Porträt Ladislaus Pyrkers, óleo sobre papel, 0,32 x 0,26, Viena, Österreichische Galerie Belvedere
- Maleratelier mit Jeanne d'Arc (1830), óleo sobre lienzo, 0,78 x 1,035, Budapest, Szépművészeti Múzeum
- Selbstporträt (1830-1835), óleo sobre tabla, 0,233 x 0,20, Wien Museum
- Die Schlafenden (1831), óleo sobre lienzo, 0,685 x 0,51, Budapest, Szépművészeti Múzeum
- Ottokars Tod (1832), óleo sobre lienzo, 1,035 x 0,845, Budapest, Szépművészeti Múzeum
- Der letzte Kampf zwischen Rudolf und Ottokar (1832), óleo sobre lienzo, 0,585 x 0,695, Budapest, Szépművészeti Múzeum
- Porträt der Frau von Streit, der Schwiegermutter des Künstlers (1833), óleo sobre lienzo, 0,92 x 0,715, Linz, Oberösterreichischen Landesmuseen
- Abraham verstößt Hagar (1833), óleo sobre lienzo, Viena, Österreichische Galerie Belvedere
- Das Bekenntnis (1834), óleo sobre lienzo, 1,28 x 0,96, Wien Museum
- Die Frau des Fischers mit ihrem Kinde (1835), óleo sobre tabla, 0,41 x 0,49, colección privada
- Der reiche Prasser (1836), óleo sobre lienzo, 0,855 x 1,33, Viena, Österreichische Galerie Belvedere
- Der abgewiesene Freier (1836), óleo sobre tabla, 0,63 x 0,486, Wien Museum
- Die Frau des Fischers am Meeresufer (1837), óleo sobre tabla, 0,395 x 0,485, Viena, Österreichische Galerie Belvedere
- Der Augenarzt (1837), óleo sobre lienzo, 0,94 x 1,25, Wien Museum
- Die Klostersuppe (1838), óleo sobre tabla, 0,855 x 1,30, Viena, Österreichische Galerie Belvedere
- Das Lotterielos (1838), óleo sobre lienzo, 0,885 x 0,71, Wien Museum
- Die Testamentseröffnung (1839), óleo sobre lienzo, 0,95 x 1,19, Viena, Österreichische Galerie Belvedere
- Der Pfennig der Witwe (1839), óleo sobre lienzo, 0,97 x 1,27, Salzbourgo, Residenzgalerie
- Die Schachpartie (1839), óleo sobre lienzo, 1,35 x 1,75, Viena, Österreichische Galerie Belvedere
- Die Mutterliebe (1839), óleo sobre lienzo, 0,507 x 0,42, Viena, Österreichische Galerie Belvedere
- Wein, Weib und Gesang (1839), Vienne, Österreichische Galerie Belvedere
- Porträt des Klavierfabrikanten Konrad Graf (1840), óleo sobre tabla, 0,82 x 0,63, Viena, Österreichische Galerie Belvedere
- Die Zeitungsleser (1840), óleo sobre tabla, 0,21 x 0,17, Viena, Österreichische Galerie Belvedere
- Der Astronom Karl Ludwig Edler von Littrow und Gattin Auguste geb. Bischoff (1841), óleo sobre cartón, 0,50 x 0,38, Wien Museum
- Die Hundekomödie (1841), óleo sobre lienzo, 0,603 x 0,658, Wien Museum
- Die Romanlektüre (1841), óleo sobre lienzo, 0,63 x 0,788, Múnich, Galerie Grünwald
- Madame Lenormand weissagt der Kaiserin Josephine die Trennung von Napoleon (1841), óleo sobre tabla, 0,74 x 0,83, cuadro desaparecido
- Das Kind und seine Welt (1842), óleo sobre tabla, 0,226 x 0,29, Wien Museum
- Die kleinen Virtuosen (1843), óleo sobre cartón, 0,40 x 0,365, Viena, Österreichische Galerie Belvedere
- Das A-B-C (1843), óleo sobre tabla, 0,385 x 0,355, Wien Museum
- Die Brautwerbung (1844), óleo sobre tabla, 0,45 x 0,57, colección privada
- Bildnis Franz von Schober (1844), óleo sobre tabla, 0,16 x 0,13, Wien Museum
- Die aufgehobene Zinspfändung (1844), óleo sobre tabla, 0,90 x 1,08, Linz, Oberösterreichischen Landesmuseen
- Die Dorfpolitiker (1844), óleo sobre tabla, 0,36 x 0,406, Viena, City Galerie
- Das Stiegenweibchen (1845), óleo sobre tabla, 0,42 x 0,335, Viena, Galerie Hassfurthe
- Franz Stelzhamer (1845), óleo sobre lienzo, 0,74 x 0,60, Linz, Oberösterreichischen Landesmuseen
- Franz Danhauser, der Bruder des Künstlers (1845), óleo sobre cartón, 0,343 x 0,272, Wien Museum